# Aliabad-e Sorchak
Aliabad-e Sorchak (pers. علي ابادسرخك) – wieś w południowym Iranie, w ostanie Fars. W 2006 roku miejscowość liczyła 254 mieszkańców w 58 rodzinach.